# 森泉岳土
森泉 岳土（もりいずみ たけひと、1975年 - ）は日本のマンガ家。岳土の「土」は「つち」。東京都出身。妻・大林千茱萸（ちぐみ）は映画監督・大林宣彦の長女。

## 経歴
2003年、第13回東京国際ファンタスティック映画祭のポスターに採用される。
2010年、月刊コミックビーム9月号に「森のマリー」が掲載されマンガ誌デビュー。
紙にまず水で描線を描き、そこに墨を落とし、細かいところは爪楊枝や割りばしを使って墨を伸ばすという独特の技法で描く。デビュー前にいしかわじゅんから「目鼻口は描かないと」とアドバイスされるまではシルエットのみで絵が構成されていた。

## 作品リスト
（括弧内は、発売年月日）
- 『夜のほどろ』（2011/7/29）天然文庫
- 『祈りと署名』 (2013/11/25)　エンターブレイン　ビームコミックス  ISBN 978-4047292772
- 『夜よる傍に』 (2014/6/25)　KADOKAWA/エンターブレイン　ビームコミックス  ISBN 978-4047296619
- 『耳は忘れない』 (2014/7/25)　KADOKAWA/エンターブレイン　ビームコミックス  ISBN 978-4047297739
- 『カフカの「城」他三篇』 (2015/3/26) 　河出書房新社 ISBN 978-4309275758
- 『ハルはめぐりて』（2016/4/25）KADOKAWA　ビームコミックス  ISBN 978-4047340596
- 『うと そうそう』 (2016/12/15) 　光文社 ISBN 978-4334911386
- 『報いは報い、罰は罰』上巻 （2017/10/12）KADOKAWA　ビームコミックス  ISBN 978-4047344396
- 『報いは報い、罰は罰』下巻  (2017/10/12)　KADOKAWA　ビームコミックス  ISBN 978-4047348134
- 『セリー』（2018/9/12）　KADOKAWA  ビームコミックス  ISBN 978-4047353206
- 『村上春樹の「螢」・オーウェルの「一九八四年」』（2019/12/24）　河出書房新社  ISBN 978-4309290584
- 『爪のようなもの・最後のフェリー その他の短篇』(2020/7/30)　小学館　ISBN  978-4098607358
- 『アスリープ』（ 2021/7/13）　青土社　ISBN　978-4791773886
- 『フロイトの燃える少年の夢』(2022/10/22)　河出書房新社　 ISBN　978-4309256856
- 『仄世界』 (2022/12/23)　青土社　ISBN　978-4791775149

## 装画
- 柴崎友香『寝ても覚めても』（河出書房新社）マンガも
- 斉藤洋『アリスのうさぎ』（偕成社）挿絵も
- 芳川泰久『坊ちゃんのそれから』（河出書房新社）
- 芳川泰久『吾輩のそれから』（河出書房新社）
- 芳川泰久『先生の夢十夜』（河出書房新社）
- 佐野亨編『心が疲れたときに観る映画　『気分』に寄り添う映画ガイド』（立東舎）
- 斉藤洋『シンデレラのねずみ』（偕成社）挿絵も
- 斉藤洋『グレーテルの白い小鳥』（偕成社）挿絵も
- 井上荒野『よその島』（中央公論新社）
- 大林宣彦『シネマの玉手箱』刊行（ユニコ舎）
- 乃南アサ『チーム・オベリベリ』（講談社）
- 笹公人『念力レストラン』(春陽堂書店）
- 小沼純一『しっぽがない』（青土社）挿絵も
- 大林宣彦『A MOVIE 大林宣彦、全自作を語る』（立東舎）
- 新井素子・冲方丁・小川哲ほか『世界SF作家会議』（早川書房）挿絵・マンガも
- 『とりあえず日本語能力試験対策N1 文字・語彙／文字・語彙／文法』（ココ出版）